# Paulus Gmainer
Paulus Gmainer (* 1528 in Hengersberg; † 8. Mai 1585 in Niederaltaich) war ein Benediktiner und von 1550 bis 1585 Abt der Abtei Niederaltaich.
Geboren als Sohn eines herzoglichen Gerichtsschreibers legte Gmainer 1548 in Niederaltaich die Profess ab und wurde 1549 zum Subprior und 1550, erst 22-jährig, zum Abt gewählt. Unter seiner Leitung wurde in Niederaltaich das Programm der katholischen Gegenreformation entschieden umgesetzt. Der umfangreiche Visitationsbericht von 1558 zeichnet ein ausführliches Bild vom damaligen Zustand des Klosters, dem zwölf Priester, zwei Novizen und fünf Konversen angehörten, während 13 Mönche aufgrund der Reformation das Kloster verlassen hatten. In der Folgezeit gelang Abt Gmainer der Wiederaufbau einer Konventsgemeinschaft. Das mit Niederaltaich verbundene Kloster Metten wählte mit der Berufung von Sebastian Kastner, wie nachfolgend auch die Klöster Weltenburg, Gleink und Mondsee, einen Niederaltaicher Konventualen zum Abt. Auf Veranlassung von Herzog Albrechts V. von Bayern besiedelte Abt Gmainer 1567 das seit Jahren aufgegebene Kloster Sankt Oswald mit der inkorporierten Pfarrei Grafenau mit Mönchen aus Niederaltaich. Gmainer vollzog eine wirtschaftliche Neuordnung der Abtei, wobei er zur Tilgung bestehender Schulden entlegene Besitzungen in Österreich verkaufte.
In seinem Geburtsort Hengersberg 1565 stiftete Paulus Gmainer an dem bestehenden Leprosenhaus ein Spital zum Unterhalt für Arme und Sieche und veranlasste 1571 dessen Umbau. In Niederaltaich ließ er das Langhaus der gotischen Abteikirche einwölben und mit Wandgemälden ausstatten. Auf der Südseite der Kirche ließ er die Frauenkapelle erbauen, die auch sein Grabmal aufnehmen sollte. Seine Grabplatte, die ihn im vollen Pontifikalornat zeigt, ist in der Abteikirche erhalten. In seinem Geburtsort Hengersberg wurde die Paulus-Gmainer-Straße nach ihm benannt.